# 固氮酶
固氮酶（英語：Nitrogenase）是一类在许多有机体中被利用于将空气中的氮气转化为含氮化合物的酶。这类酶是现在已被人们发现的唯一一种能完成该过程的酶。氮一般以含有键能较高的氮-氮三键的氮分子形式存在于自然界中，必须将这三个化学键完全破坏才能把该双原子分子中的两个氮原子分开。
固氮酶可以看作是固氮作用中的催化剂，固氮酶使以下反应的活化能降低，从而使反应更容易进行。
固氮酶催化反应的简化反应方程序为：
N2 + 6 H + 能量 → 2 NH3
详细反应方程序为：
N2 + 8 H+ + 8 e- + 16 ATP → 2 NH3 + H2 + 16 ADP + 16 Pi
反应底物为：
8 Fdred. + 8 H+ + N2 + 16 ATP + 16 H2O
反应产物为：
8 Fdox. + H2 + 2 NH3 + 16 ADP + 16 磷酸盐
虽然以氢气分子和氮气分子合成氨的反应焓为负值（ΔH0 = -45.2 kJ/mol NH3），但实际上如果没有催化剂的参与该反应的势垒（活化能）一般难以逾越（EA = 420 kJ/mol）。
因此，在催化过程中，固氮酶需要还原剂（如连二亚硫酸钠，in vitro或铁氧还蛋白，in vivo）和ATP水解过程中释放的大量化学能。固氮酶由瞬间和同源二聚体铁蛋白相连的四聚体钼铁蛋白组成，固氮酶在和被还原、与核甘酸结合的同源二聚体铁蛋白连结时获得了还原力。 每个电子的转移提供了足够的能量破坏每个氮分子的三键中的任一个化学键。
由于分离结合了氮的固氮酶晶体较为困难，固氮酶固氮的确切催化机理现在仍不明晰。而产生这种困难的原因在于MoFe蛋白的静息态不能与氮结合且催化该反应需要至少转移三个电子。固氮酶还能还原乙炔，也能被一氧化碳抑制（两者能完全反应）， 阻碍了氮分子与活性中心的接触。氮分子能阻止乙炔的结合，但乙炔不能阻止氮分子的结合并且只需要一个电子进行还原。
所有固氮酶都具有一个含铁和硫的辅因子（包括活性区域中的一个四聚体，例如FeMoCo）。在大多数固氮酶中，这个异金属拥有一个中央钼原子，而其他的则由钒原子或铁原子取代。
由于氧气具有较强的氧化性，固氮酶可能会被氧气不可逆转地抑制（Fe-S 辅因子被氧化降解）。

## 非特异性反应
除了能催化将氮气转变为氨气的反应，固氮酶还能催化以下几种反应：
HC≡CH → H2C＝CH2
N≡N－O → N2 + H2O
N＝N＝N- → N2 + NH3
C≡N- → CH4，NH3，H3C－CH3，H2C＝CH2 （CH3NH2）
N≡C－R → RCH3 + NH3
C≡N－R → CH4，H3C－CH3，H2C＝CH2，C3H8, C3H6，RNH2
S＝C＝O → CO + H2S 
O＝C＝O → CO + H2O 
S＝C＝N- → H2S + HCN 
S＝C＝O → H2S + CO 
O＝C＝N- → H2O + HCN，CO + NH3 
另外，在固氮酶中，氢一般作为竞争性抑制剂，CO一般作为非竞争性抑制剂，CS2一般作为快速平衡抑制剂。

## 能合成固氮酶的生物
- 非寄生固氮菌，如
  - 蓝藻（通过特异化的异形细胞）
  - 固氮菌科的菌类
- 共生固氮菌，如
  - 根瘤菌
  - 弗兰克氏菌